# 上總村上站

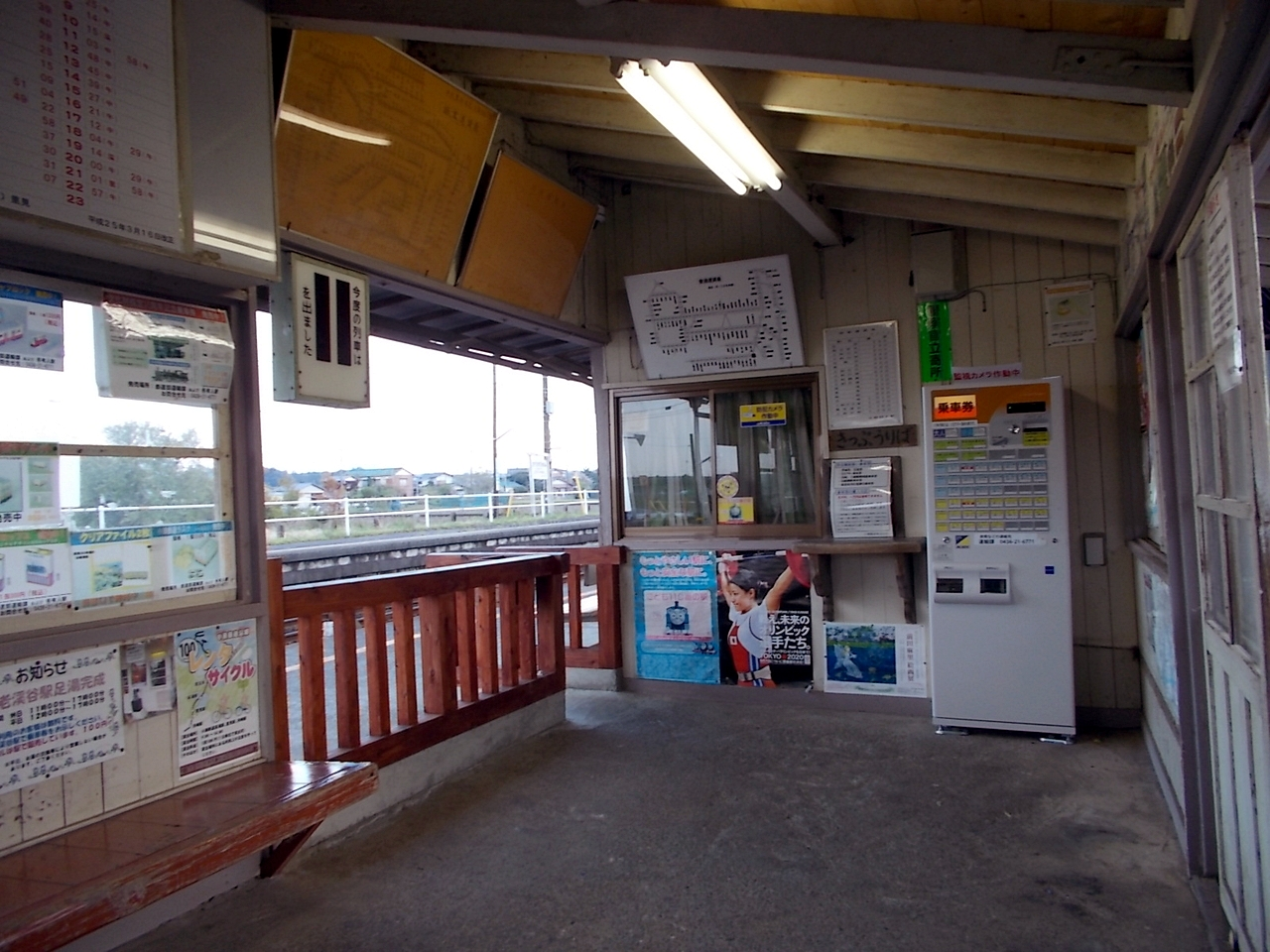
車站內部（2013年4月）

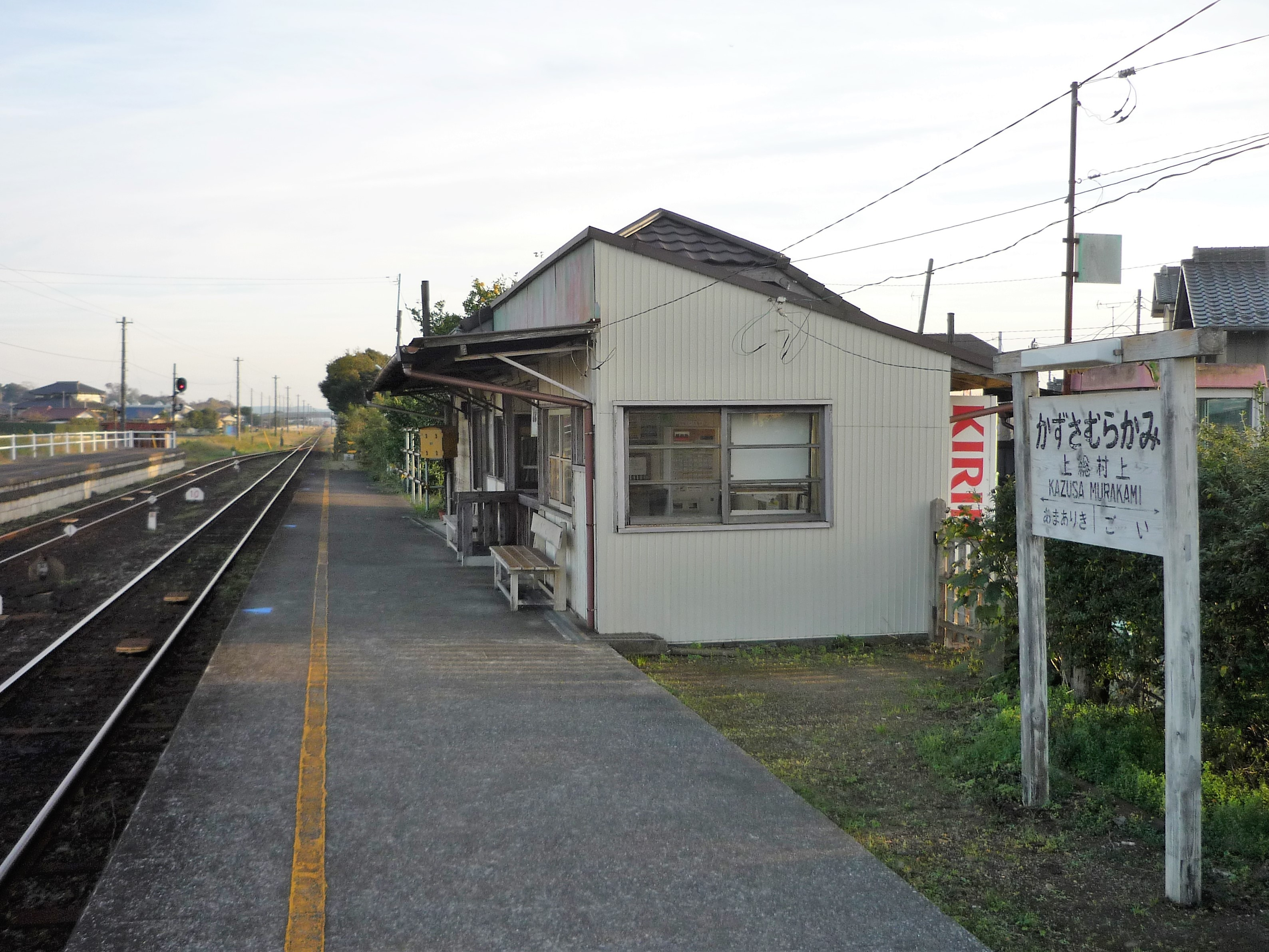
月台（2018年11月）

上總村上站（日语：／ Kazusa-Murakami eki */?）是位於千葉縣市原市村上，小湊鐵道的小湊鐵道線車站。
由於日本國鐵在本站開業前，已經在新潟縣開設了村上站，因此本站採用以舊令制國 「上總」為前綴的站名。

## 車站構造

### 站房
建有單層木站房一座，由開業起一直使用至今。出入口位於站房左側。相比其他站房，本站房以偏廳作為主要出入口，主部份則用作站務室及舊有手動轉轍器控制室。進站後即為候車室，左側設有多長候車長櫈；右側為原售票窗口，現時於前方放置了一部自動售票機，穿過驗票口後即為上行月台；下行月台則再通過橫越路軌的平交道後到達。

### 月台
設有側式月台2個。下行月台為側線，上行月台為主線。
| 月台     | 路線        | 方向                                     |
| -------- | ----------- | ---------------------------------------- |
| 靠近站房 | ■小湊鐵道線 | 五井方向                                 |
| 遠離站房 | ■小湊鐵道線 | 上總牛久、里見、養老溪谷站、上總中野方向 |

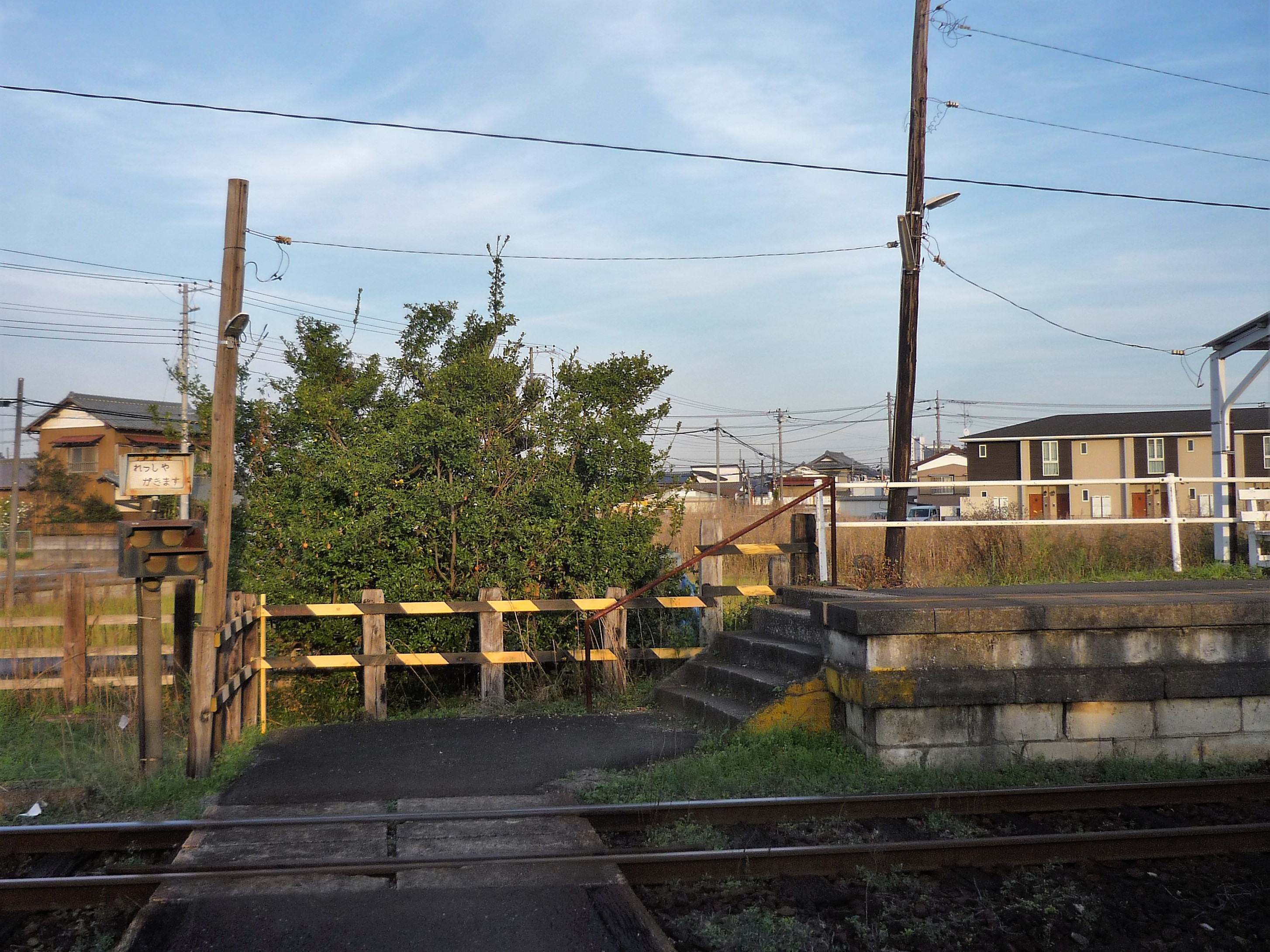
平交道（2018年11月）
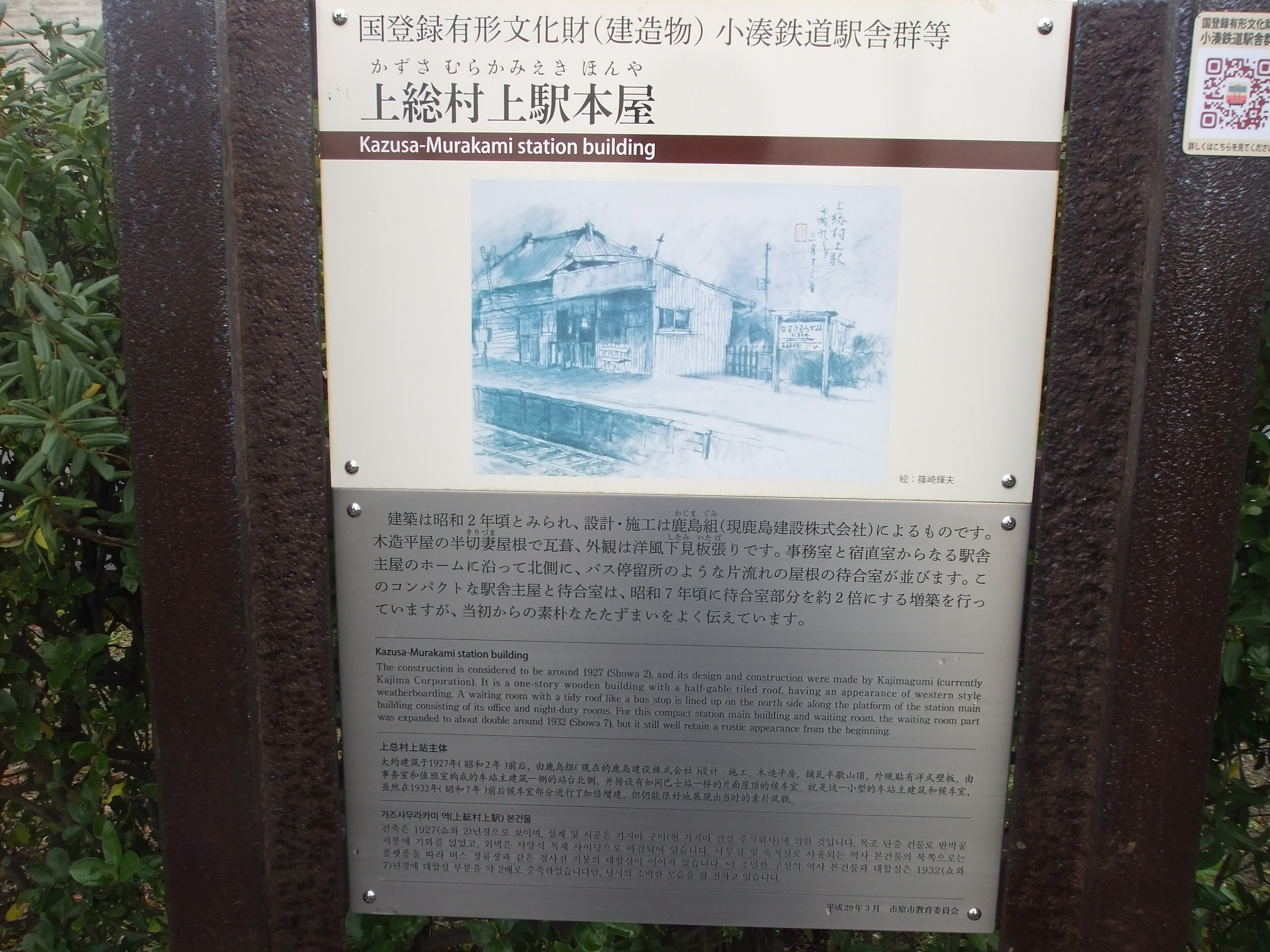
登錄有形文化財的資訊板（2017年11月）

## 歷史
- 1927年2月25日：車站啟用。
- 2013年3月15日：當日起結束櫃臺業務，改為無人車站。
- 2016年11月18日：站房申請成為國家登錄有形文化財（建造物）[1][2]。
- 2017年5月2日：「小湊鐵道上總村上站站房」被評為國家登錄有形文化財[3]。

## 使用狀況
以下為乘車人次變化列表：
| 乘車人次變化 | 乘車人次變化     | 乘車人次變化 |
| 年度         | 1日平均 乘車人次 | 參考資料     |
| ------------ | ---------------- | ------------ |
| 2007         | 112              | [ 統計 1 ]   |
| 2008         | 116              | [ 統計 2 ]   |
| 2009         | 106              | [ 統計 3 ]   |
| 2010         | 108              | [ 統計 4 ]   |
| 2011         | 97               | [ 統計 5 ]   |
| 2012         | 105              | [ 統計 6 ]   |
| 2013         | 95               | [ 統計 7 ]   |
| 2014         | 108              | [ 統計 8 ]   |
| 2015         | 104              | [ 統計 9 ]   |
| 2016         | 107              | [ 統計 10 ]  |
| 2017         | 111              | [ 統計 11 ]  |
| 2018         | 106              | [ 統計 12 ]  |
| 2019         | 100              | [ 統計 13 ]  |
| 2020         | 76               | [ 統計 14 ]  |
| 2021         | 91               | [ 統計 15 ]  |
| 2022         | 83               | [ 統計 16 ]  |

## 軼事
2021年11月，為配合「房總里山藝術節 市原Art×Mix2020＋」，本站月台的長櫈上放置了一個穿着太空衣的太空人，是由俄羅斯藝術家里歐尼·堤胥可夫（Leonid Tishkov）為是次藝術節、於小湊鐵道沿線的車站放置了名為「尋找七個月亮的旅程」的其中一件戶外展品，同時也在候車室內掛上一個以霓虹燈所砌成的「Ticket to the Moon」看板
。

## 相鄰車站
小湊鐵道
■小湊鐵道線
■房總里山Torocco、□觀光急行1,4,11,12號
通過
■普通
五井－上總村上－海士有木

### 統計資料
1. ↑  千葉縣統計年鑑（平成20年） （页面存档备份，存于）（日語）
2. ↑  千葉縣統計年鑑（平成21年） （页面存档备份，存于）（日語）
3. ↑  千葉縣統計年鑑（平成22年） （页面存档备份，存于）（日語）
4. ↑  千葉縣統計年鑑（平成23年） （页面存档备份，存于）（日語）
5. ↑  千葉縣統計年鑑（平成24年） （页面存档备份，存于）（日語）
6. ↑  千葉縣統計年鑑（平成25年） （页面存档备份，存于）（日語）
7. ↑  千葉縣統計年鑑（平成26年） （页面存档备份，存于）（日語）
8. ↑  千葉縣統計年鑑（平成27年） （页面存档备份，存于）（日語）
9. ↑  千葉縣統計年鑑（平成28年） （页面存档备份，存于）（日語）
10. ↑  千葉縣統計年鑑（平成29年） （页面存档备份，存于）（日語）
11. ↑  千葉縣統計年鑑（平成30年） （页面存档备份，存于）（日語）
12. ↑  千葉縣統計年鑑（令和元年） （页面存档备份，存于）（日語）
13. ↑  .   [2025-04-05]. （原始内容存档于2023-07-25）.
14. ↑  千葉縣統計年鑑（令和3年），11 運輸・通信—111民鉄等駅別1日平均運輸状況（2020(令和2)年度）
15. ↑  千葉縣統計年鑑（令和4年），11 運輸・通信—111民鉄等駅別1日平均運輸状況（2021(令和3)年度）
16. ↑  .   [2025-04-05]. （原始内容存档于2025-01-27）.

## 外部連結
- 小湊鐵道上總村上站 （页面存档备份，存于）（日語）